# Francisco Díez de Tudanca
Francisco Díez de Tudanca (Valladolid, mayo de 1616 - fallecido entre 1685 y 1689) fue un escultor español activo en su ciudad natal.

## Biografía

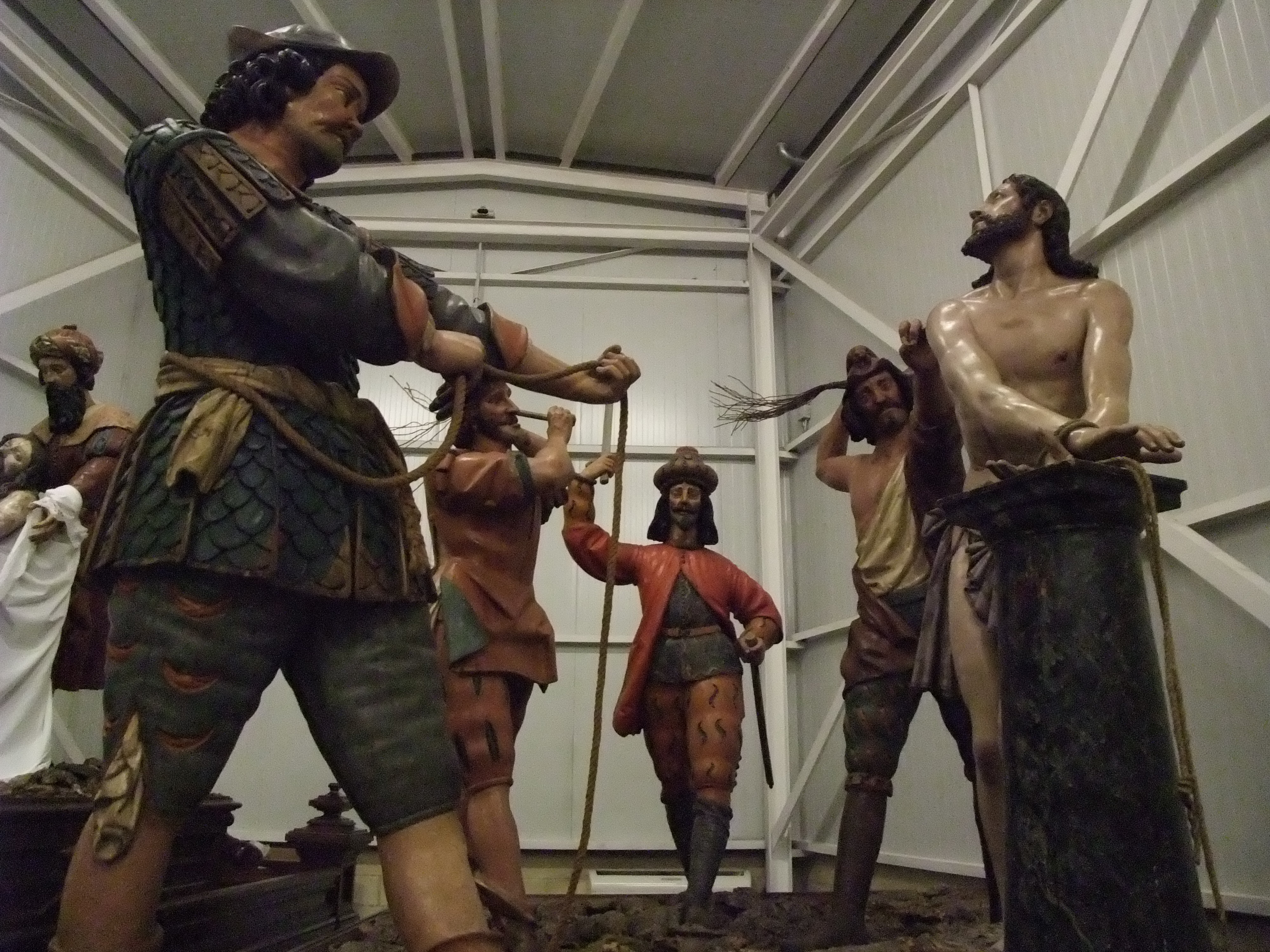
El azotamiento de Cristo (1650). Paso procesional reconstruido en el por Juan Agapito y Revilla con esculturas de obras anteriores de Gregorio Fernández, Antonio Ribera y Francisco Díez de Tudanca

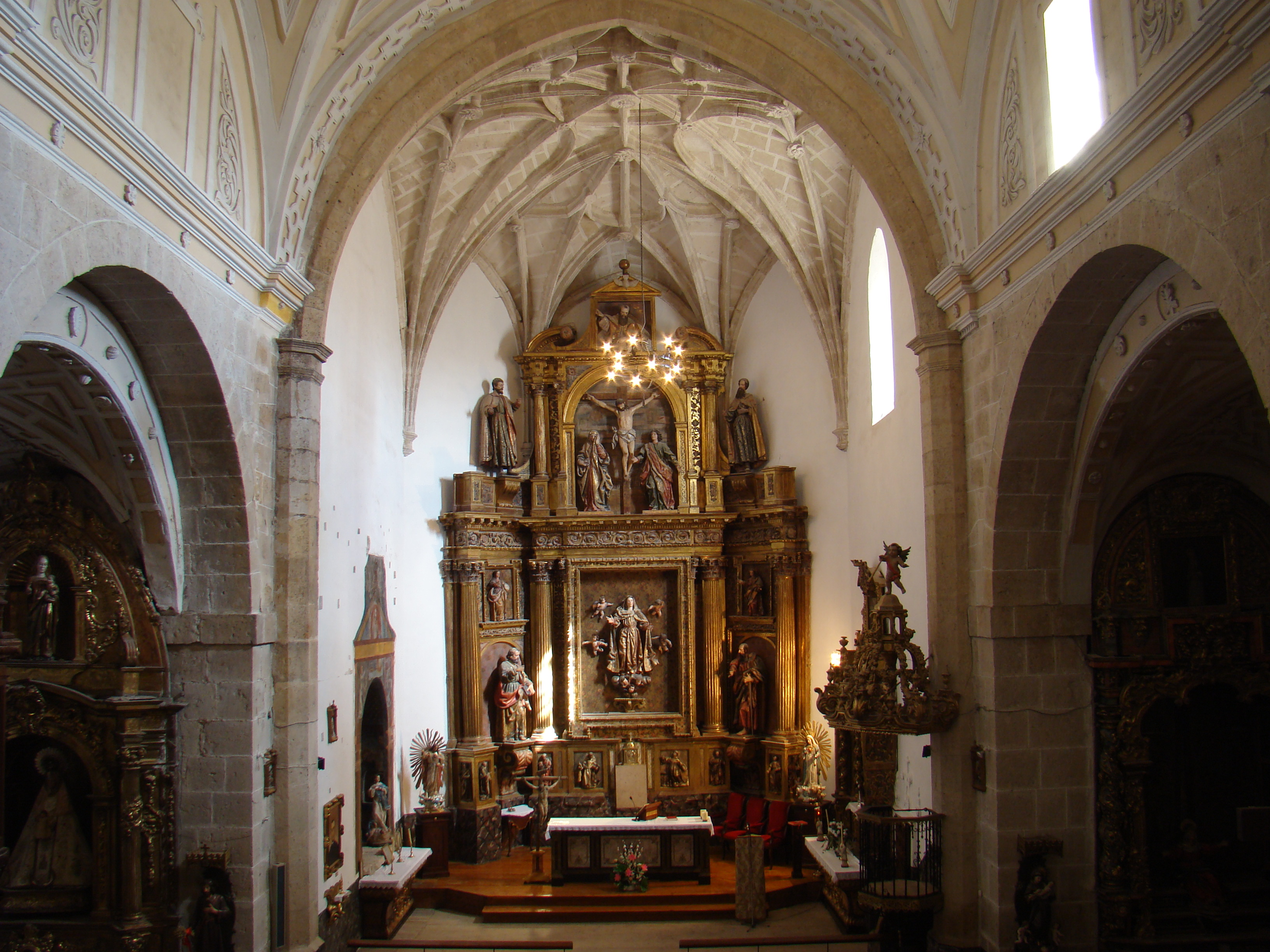
Retablo mayor de la iglesia de Nuestra Señora de la Asunción de Bercero

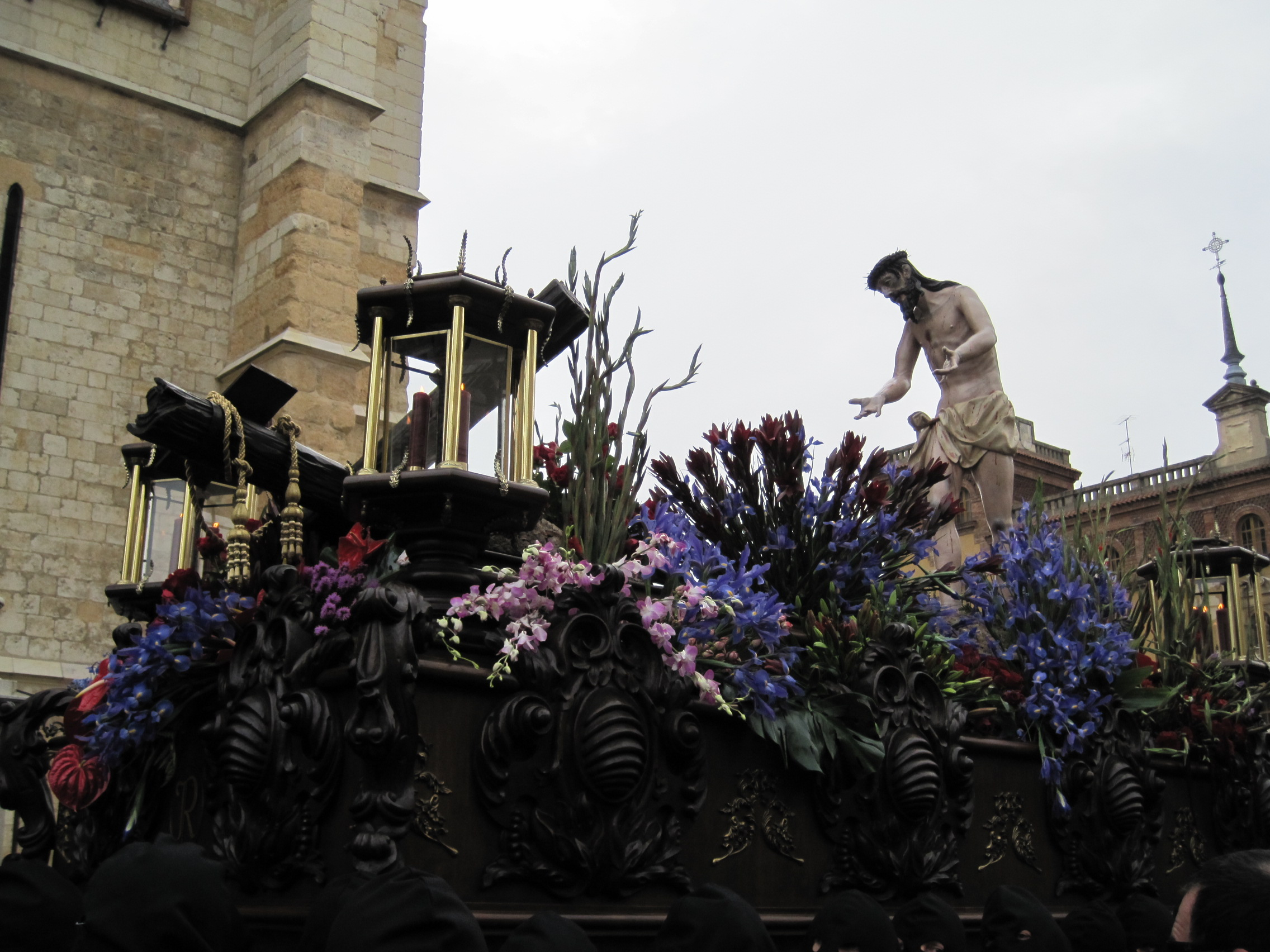
El Expolio, obra iniciada en 1674 para la Cofradía del Dulce Nombre de Jesús Nazareno de León

Esteban García Chico lo supuso originario de Tudanca (Cantabria), pero María Antonia Fernández del Hoyo lo identifica como el cuarto hijo del matrimonio formado por Diego Díez de Tudanca, mercader de joyería, y María Gómez, que fue bautizado en la iglesia de Santiago Apóstol de Valladolid el 29 de mayo de 1616.
Podría haber sido discípulo de Gregorio Fernández, aunque resulta más probable que se iniciara en la escultura en el taller de algún discípulo de Fernández.
En octubre de 1643 contrajo matrimonio con Francisca Ezquerra y poco después comenzó a trabajar en un taller propio, ubicado en la Plaza Mayor. El primer testimonio de su actividad data del año 1650, cuando se iniciaron los trabajos de pintura en un paso procesional para la Cofradía Penitencial de la Sagrada Pasión de Cristo. Ese mismo año contrató también la hechura de una Virgen de la Asunción actualmente conservada en la Iglesia museo de San Antolín de Tordesillas.
A partir de ese año se multiplica su actividad, realizando imágenes para localidades de las actuales provincias de Valladolid, Palencia, León, Segovia, Zamora, Burgos y Ávila. Es en esta época cuando realizó supuestamente el Paso Nuevo de Nuestra Señora y San Juan para la vallisoletana Cofradía Penitencial de la Sagrada Pasión de Cristo.
En 1656 recibió el encargo de treinta esculturas para armar el retablo de la iglesia de San Juan Bautista de Ataquines, obra que no llegó a concluir, principalmente por haber recibido también el encargo del retablo mayor de la iglesia de la Pasión de Valladolid, primero con columnas salomónicas en la ciudad y actualmente desaparecido.
De esa misma época data el retablo de la iglesia de Nuestra Señora de la Asunción de Bercero, realizado junto al escultor salmantino Juan Rodríguez.
En marzo de 1663 recibe el encargo de realizar un paso del Descendimiento para procesionar en Medina de Rioseco, limitándose a efectuar una copia del paso que en 1623 había efectuado Gregorio Fernández para la Cofradía Penitencial de la Santa Vera Cruz vallisoletana. Su posición para esos años era desahogada y los encargos numerosos, admitiendo en su taller a nuevos aprendices, entre los que se encontraba Juan de Ávila.
Con Juan de Ávila mantendría Díez de Tudanca una relación estrecha, pues este contrajo matrimonio con Francisca Ezquerra (sobrina de su maestro) y el matrimonio Díez de Tudanca serían los padrinos del primer hijo de Juan de Ávila, Pedro de Ávila. 
En 1675 es requerido para la reforma y valoración del paso de Longinos de Medina de Rioseco, en él, únicamente realiza la figura de un soldado.
En sus últimos años atendió varios encargos de pasos procesionales para la ciudad de León, de los que se conserva El Expolio de la Cofradía del Dulce Nombre de Jesús Nazareno.
Se desconoce la fecha exacta de su muerte, pero esta debió ocurrir entre 1684 (cuando tasó unas esculturas) y el 4 de abril de 1689, cuando falleció Francisca Ezquerra, su mujer, de la que se dice en la partida de defunción que era viuda.